# نزار بن المستنصر
نِزار بن المستنصر (نام کامل: أبومنصور نزار بن معاذ المصطفی لدین الله) شاهزاده فاطمی و بزرگترین پسر خلیفه هشتم خلافت فاطمیان و امام هجدهم اسماعیلیه، المستنصر بود. هنگامی که پدرش در دسامبر ۱۰۹۴ میلادی درگذشت، وزیر قدرتمند افضل شاهنشاه، برادر کوچک‌تر نزار، المستعلی بالله را در قاهره به خلافت رساند، و ادعاهای نزار و دیگر پسران بزرگتر المستنصر را محکوم کرد. نزار از قاهره فرار، و سپس قیام کرد، او اسکندریه را تصرف نمود و در آن‌جا به عنوان خلیفه با نام سلطنتی المصطفی الدین الله (به عربی: المصطفی لدین الله، به رومی: al-Muṣṭafā li-Din Allah) خلافت کرد. در اواخر سال ۱۰۹۵ میلادی شکست خورد و در قاهره اسیر شد و در آن‌جا در یک زندان انفرادی تا هنگام مرگ در قفل و زنجیر شد.
در طول قرن دوازدهم، برخی از نوادگان واقعی یا ادعایی نزار تلاش کردند، بدون موفقیت، تاج و تخت را از دست خلفای فاطمی بگیرند. بسیاری از اسماعیلیان، به ویژه در ایران سلجوقی، امامت مستعلی را رد کردند و نزار را امام برحق دانستند. در نتیجه از حاکمیت دینی خلافت فاطمی جدا شدند و شاخه نزاری اسماعیلیه را با سلسله امامان خود که مدعی‌ تبار نزار بودند، تأسیس کردند. این خط تا امروز در شخص آقاخان ادامه دارد.

## کتابشناسی/ یادکردها
- ویلیام بوردهی (۱۳۶۴=)، تحقیقی در آیین اسماعیلیه، ترجمهٔ زهرا سعیدی، مشهد: تابناک تاریخ وارد شده در |سال= را بررسی کنید (کمک)
- محمد بن زین العابدین (۱۳۶۲=)، تاریخ جماعت اسمعیلیه:هدایت المومنین الطالبین، ترجمهٔ هما خاقان زاده، به کوشش الکساندر سیمونوف.، تهران: اساطیر تاریخ وارد شده در |سال= را بررسی کنید (کمک)